# Chara (vlinder)
Chara is een geslacht van vlinders van de familie uilen (Noctuidae), uit de onderfamilie Acontiinae.

## Soorten
- C. albosignata Staudinger, 1892
- C. bimaculata Staudinger, 1892